# Выборы в Сенат США (2012)
Выборы в Сенат США 2012 прошли 6 ноября 2012, на них распределялись 33 места. Избранные Сенаторы будут служит до 2019 года. В выборах участвовали 23 Демократа и 10 Республиканцев. Демократы получили 2 места, ранее принадлежавшие Республиканцам, благодаря чему получили большинство — 53 места (еще 2 независимых сенаторов входят с ними в коалицию).

## Композиция Сената после выборов

Синим обозначены места Демократов, красным — Республиканцев.

Демократическая партия получила 53 места (включая двух независимых в коалиции), а Республиканская — 47.